# Dž

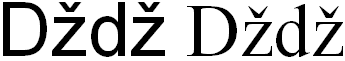
літера Dž

Dž — сьома [літера] хорватської абетки (боснійської), латинської форми сербської мови та абеткою якою користуються для транслітерації з македонської. Знаходиться після D та перед Đ. Вимовляється як /ʤ/. Dž є диграфом та відповідає літері (Џ/џ) кириличних абеток сербської та македонської мов.
Зауважте, що при написанні слів, що мають писатися з великої літери, великою пишеться лише перша частина диграфа (наприклад Džungla чи Džemper, або власних на кшталт Dženana чи Džamonja). Також, якщо напис є вертикальним dž найчастіше пишеться як одна літера, також часто dž займає один квадрат в кросвордах. У випадку, якщо слово написане горизонтально з пропуском після кожної літери, dž пишеться разом, без пропуску між d та ž.
У Unicode є лігатура Ǆ, але лігатури набагато рідше вживаються в ЗМІ ніж дволітерне написання. Розкладка хорватської клавіатури також не має лігатури Ǆ.

## Див. Також
- D
- Ď